# گوشن (کالیفرنیا)
گوشن (به انگلیسی: Goshen) یک منطقهٔ مسکونی در ایالات متحده آمریکا است که در شهرستان تولار، کالیفرنیا واقع شده‌است. گوشن ۴٫۵۸۹ کیلومتر مربع مساحت و ۳٬۰۰۶ نفر جمعیت دارد و ۸۷ متر بالاتر از سطح دریا واقع شده‌است.